# Білий Андрій Іванович
Білий Андрій Іванович — старший сержант Збройних сил України, учасник російсько-української війни.
Станом на березень 2017-го — головний сержант батареї, 15-й реактивний артилерійський полк.

## Нагороди
15 липня 2014 року — за особисту мужність і героїзм, виявлені у захисті державного суверенітету та територіальної цілісності України, вірність військовій присязі під час російсько-української війни, відзначений — нагороджений орденом «За мужність» III ступеня.